# اندر اولیزولا
اندر اولیزولا (انگلیسی: Ander Olaizola؛ زادهٔ ۲۴ ژوئیهٔ ۱۹۸۹) بازیکن فوتبال اهل اسپانیا است.
از باشگاه‌هایی که در آن بازی کرده‌است می‌توان به باشگاه فوتبال ایبار اشاره کرد.